# 2e brigade d'infanterie
Pour les articles homonymes, voir 2e brigade et 2e division.
La brigade multinationale sud-est est une unité militaire des forces terrestres roumaines. Elle est créée en 2017 sous ce nom. Elle est intégrée au Multinational Corps Southeast de l'OTAN.

## Historique

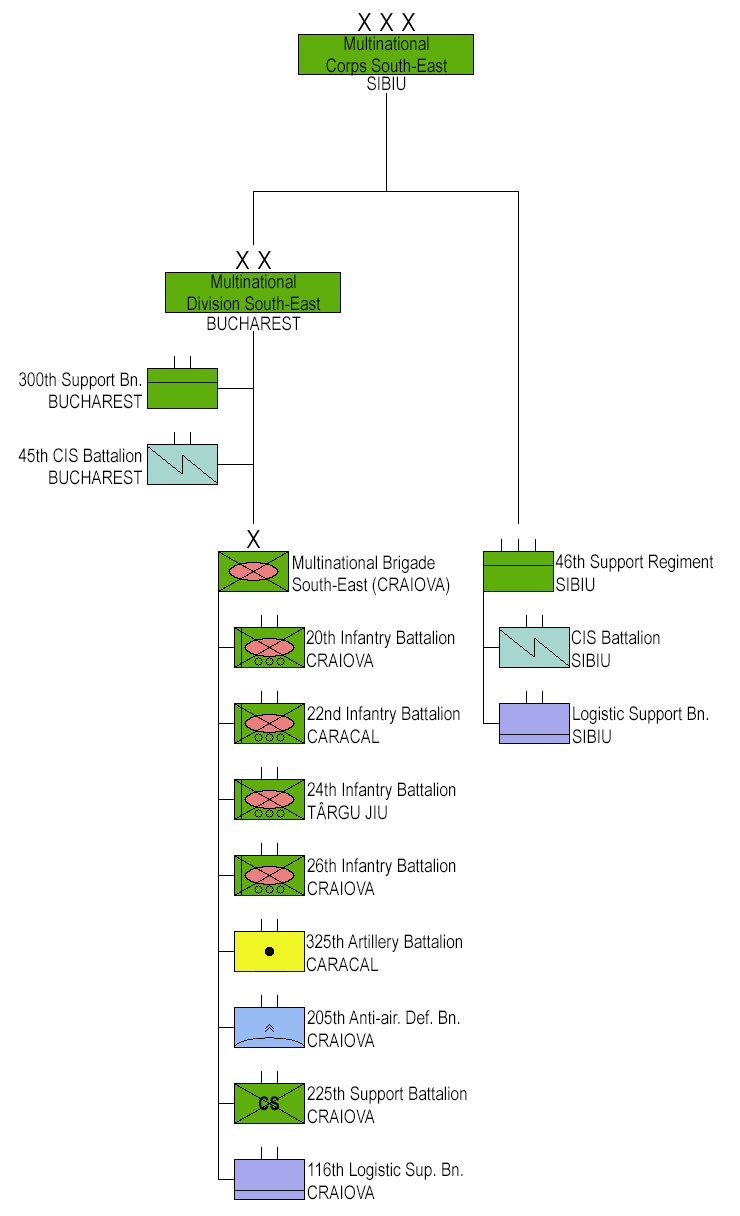
Unités opérationnelles des forces terrestres roumaines à partir de 2023 (cliquez sur l'image pour l'agrandir).

### Opération de maintien de la paix
La brigade a été déployée en Angola, Bosnie-Herzégovine, Kosovo, Irak et Afghanistan.

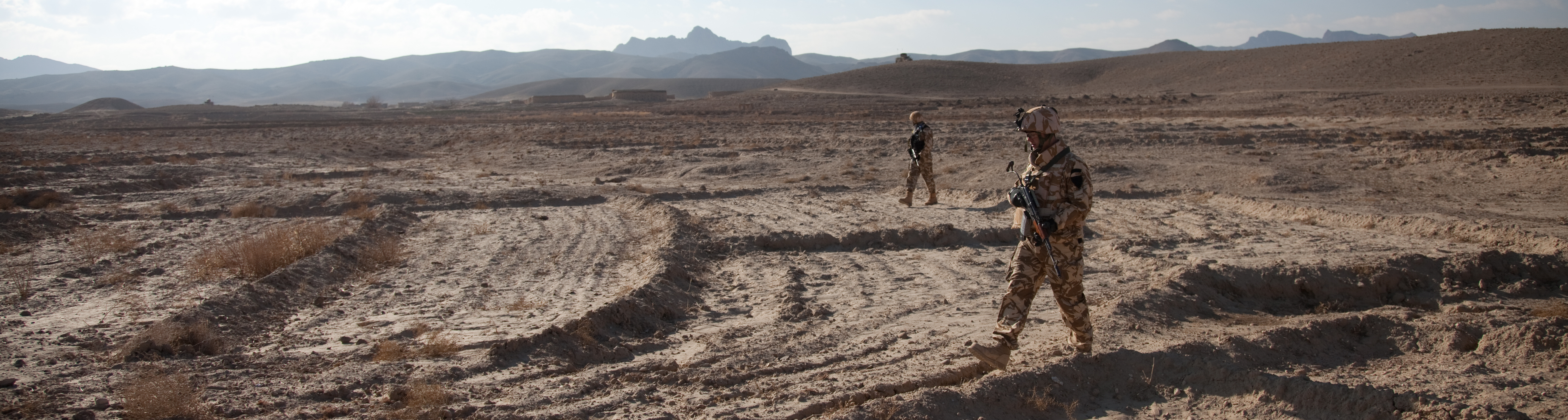
Soldats du 300e bataillon en Afghanistan.

## En images

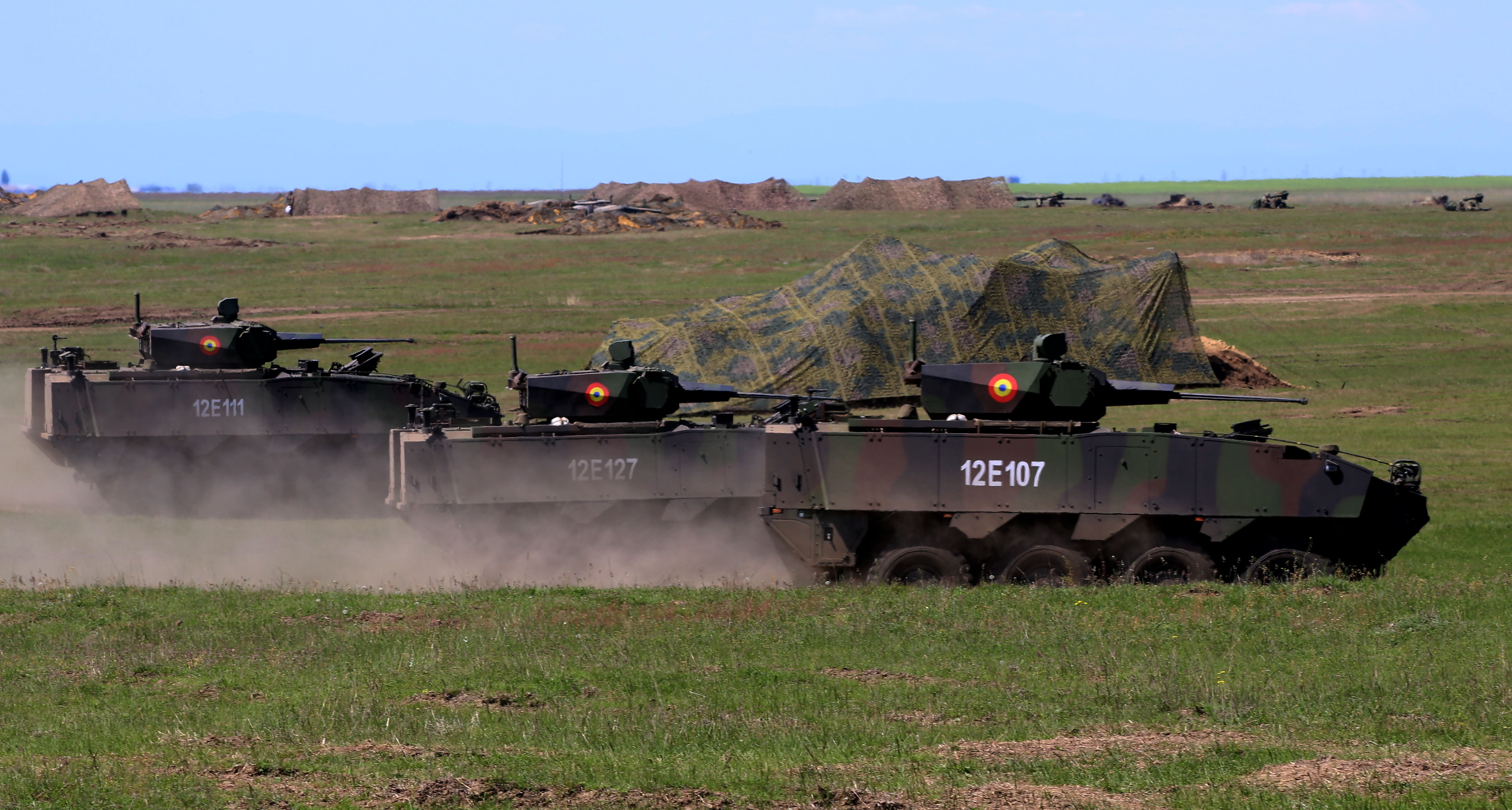
Piranha V à DACIA 21 LIVEX exercice ayant lieu à Smârdan (Galați).
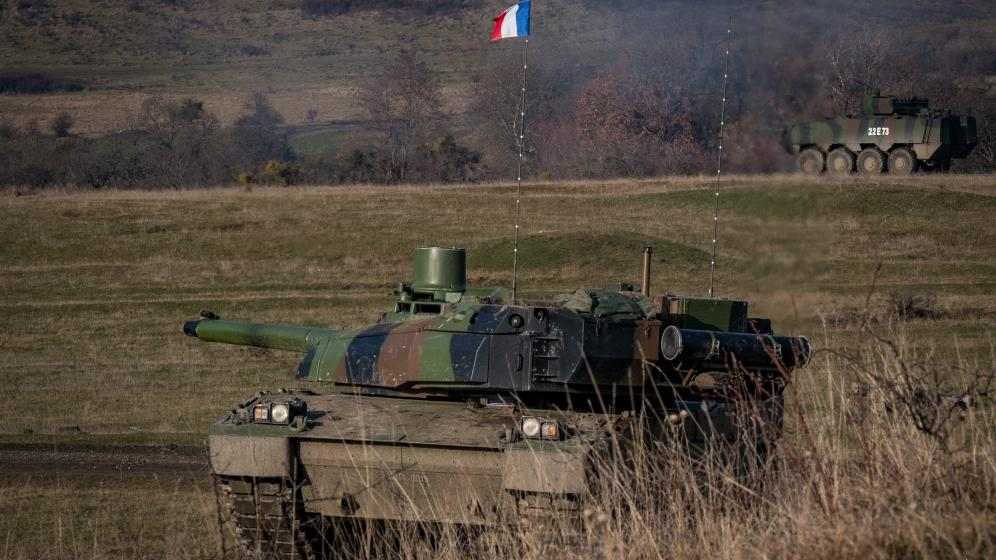
Char Leclerc et Piranha V à Cincu.
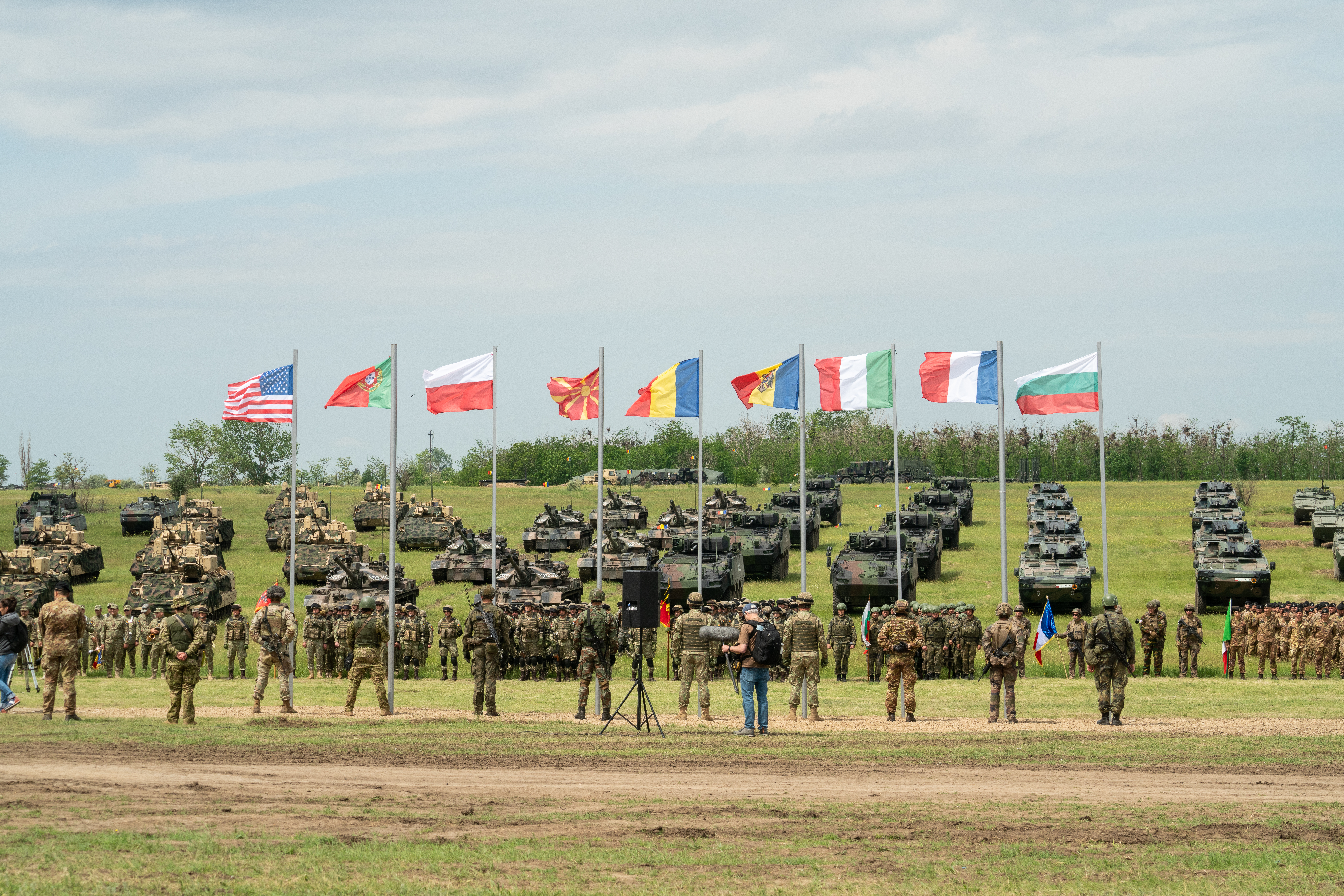
Pendant Saber guardian 23.